# Rita Grande
Rita Grande (* 23. März 1975 in Neapel) ist eine ehemalige italienische Tennisspielerin.

## Karriere
Rita Grande begann im Alter von neun Jahren Tennis zu spielen und wurde von ihrem Bruder Vincenzo betreut.
In ihrer Karriere gewann sie insgesamt drei Einzel- und fünf Doppeltitel auf der WTA Tour, außerdem gelangen ihr auf ITF-Ebene ein Turniersieg im Einzel und drei Erfolge im Doppel.
Für die italienische Fed-Cup-Mannschaft bestritt sie zwischen 1994 und 2003 19 Partien; ihre Bilanz weist fünf Siege bei acht Niederlagen im Einzel sowie ein Sieg und fünf Niederlagen im Doppel aus.
1996 nahm Grande an den Olympischen Spielen in Atlanta teil. 2004 stand sie bei den Australian Open im Halbfinale der Mixed-Konkurrenz.
Ihr letztes Match auf der Profitour bestritt sie im August 2005 beim Hartplatzturnier in New Haven, wo sie in der Qualifikation an Květa Peschke scheiterte.

## Turniersiege

### Einzel
| Nr. | Datum            | Turnier    | Kategorie  | Belag             | Finalgegnerin           | Ergebnis      |
| --- | ---------------- | ---------- | ---------- | ----------------- | ----------------------- | ------------- |
| 1.  | 13. Januar 2001  | Hobart     | WTA Tier V | Hartplatz         | Jennifer Hopkins        | 0:6, 6:3, 6:3 |
| 2.  | 21. Oktober 2001 | Bratislava | WTA Tier V | Hartplatz (Halle) | Martina Suchá           | 6:1, 6:1      |
| 3.  | 6. April 2003    | Casablanca | WTA Tier V | Sand              | Antonella Serra Zanetti | 6:2, 4.6, 6:1 |

### Doppel
| Nr. | Datum           | Turnier          | Kategorie    | Belag     | Partnerin       | Finalgegnerinnen                         | Ergebnis      |
| --- | --------------- | ---------------- | ------------ | --------- | --------------- | ---------------------------------------- | ------------- |
| 1.  | 19. Juni 1999   | ’s-Hertogenbosch | WTA Tier III | Rasen     | Silvia Farina   | Cara Black Kristie Boogert               | 7:5, 7:6      |
| 2.  | 15. Januar 2000 | Hobart           | WTA Tier IVb | Hartplatz | Émilie Loit     | Kim Clijsters Alicia Molik               | 6:2, 2:6, 6:3 |
| 3.  | 16. Juli 2000   | Palermo          | WTA Tier IVb | Sand      | Silvia Farina   | Ruxandra Dragomir Virginia Ruano Pascual | 6:4, 0:6, 7:6 |
| 4.  | 6. Januar 2001  | Auckland         | WTA Tier V   | Hartplatz | Alexandra Fusai | Emmanuelle Gagliardi Barbara Schett      | 7:64, 6:3     |
| 5.  | 12. Januar 2002 | Hobart           | WTA Tier V   | Hartplatz | Tathiana Garbin | Catherine Barclay Christina Wheeler      | 6:2, 7:63     |